# تامیستو (شهرستان هیو)
تامیستو (به لاتین: Tammistu) یک منطقهٔ مسکونی در استونی است که در شهرستان هیو واقع شده‌است.